# Patagonska jättar

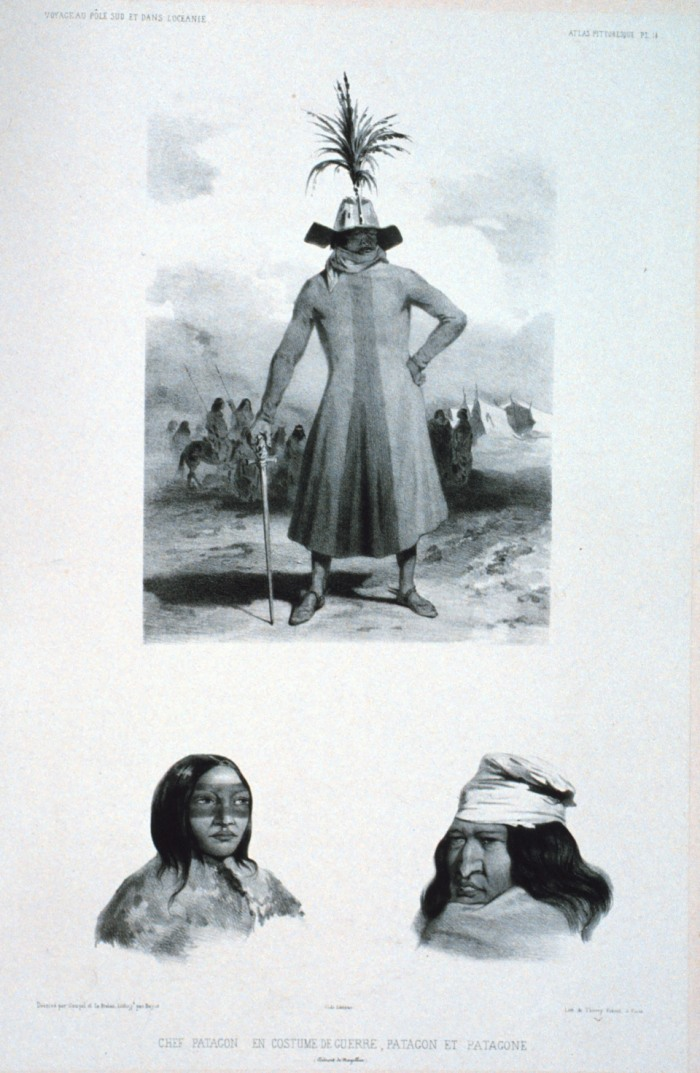
Framställning av en patagonsk hövding från "Voyage au pole sud et dans l'Oceanie…" av den franske upptäcktsresanden Jules Dumont d'Urville

De patagonska jättarna, eller patagonerna, är ett mytologiskt folk, som först rapporterades under tidiga europeiska expeditioner till Patagonien. Dessa jättar skulle ha varit mer än dubbla längden av en människa, med vissa rapporter om längder upp till 4-5 meter. Berättelser om jättarna kröp snabbt in i den europeiska kulturen, och fortsatte så i 250 år fram till 1700-talet då det motbevisades. Men sydamerikanska legender talar om ett antal raser av jättar, så som Chancas eller Chanak i Peru, som sägs vara 2,5 meter i genomsnittlig längd, och ha rött hår.
Den första rapporten om dessa jättar kom från Ferdinand Magellans resor, då han och hans besättning påstod att de vittnat dem då de utforskade den sydamerikanska kusten under 1520-talet.
Antonio Pigafetta, som deltog i expeditionen, skrev följande om besättningens upptäckt:
En dag såg vi en naken man, stor som en jätte, vid stranden, som dansade, sjöng och kastade sand på sitt huvud. Vår kapten (Magellan) skickade en av männen för att utföra samma rörelser i fredligt syfte. Efter detta förde mannen jätten till en liten ö där kaptenen väntade. När jätten stod inför oss vart den överraskad, den lyfte fingret och pekade uppåt himlen, i tron om att vi kom därifrån. Han var så lång att vi bara kom upp till dess midja, och han var välproportionerad...
Pigafetta nämner också att Magellan gav namnet "Patagão" (eller "Patagoni") åt dessa människor, men sade inte varför. 
Sedan Pigafettas tid har man tagit namnet, som idag översätts till "Jättarnas Land". Tidiga världskartor skrev oftast in det sydamerikanska området som "jättarnas region".
Under 1579 skrev Sir Francis Drakes kapten, Francis Fletcher, om ett möte med jättelånga patagonier.
Under 1590-talet påstod Anthony Knivet att han sett döda jättar Patagonien.
Ett rykte om att besättningen ombord HMS Dolphin sett 3-meter höga jättar i Patagonien spreds i England under 1766. Men när rapporterna granskades i 1773 visade sig patagonierna vara endast 2 meter i längd, inte jättar.
Senare författare anser att de patagonska jättarna är en lögn, eller åtminstone en överdriven berättelse som spridits i Europa om regionen.